# Paulo César Lima
Paulo Cézar Lima, někdy zvaný též Caju (* 16. červen 1949, Rio de Janeiro) je bývalý brazilský fotbalista. Hrával na pozici záložníka.
S brazilskou fotbalovou reprezentací vyhrál mistrovství světa roku 1970, nastoupil na šampionátu ke čtyřem utkáním. Hrál též na Mistrovství světa roku 1974, kde Brazilci skončili čtvrtí. Brazílii reprezentoval v letech 1967–1977, a to v 58 zápasech, v nichž vstřelil 8 branek.
S klubem Botafogo FR vybojoval v roce 1968 brazilský pohár (Taça Brasil). V Brazílii hrál též za Flamengo, Fluminense, Grêmio Porto Allegre, Corinthians a Vasco da Gama. Jednu sezónu působil i v první francouzské lize, v dresu Olympique Marseille.